# Salih Sadir
Salih Sadir Al-Sadoun (en árabe: صالح سدير السعدون‎; nacido en Nayaf, Irak, 21 de agosto de 1982) es un exfutbolista internacional iraquí que jugaba de centrocampista.

## Biografía
Salih Sadir actúa de centrocampista ofensivo, aunque a veces es utilizado como delantero. 
Empezó su carrera futbolística en un equipo de su ciudad natal, el Nayaf FC. En 2003 ficha por el Al-Talaba; Allí disputó la Liga de Campeones Árabe.
En la temporada 2004-05 se une al Zamalek Sporting Club de Egipto.
En 2005 se marcha a Líbano, para fichar por el Al Ansar Beirut. Con este equipo gana dos Ligas y dos Copas de Líbano.
En 2008 firma un contrato con su actual club, el Al Ahed. En su primera temporada conquista la Copa de Líbano.

## Selección nacional
Ha sido internacional con la Selección de fútbol de Irak en 59 ocasiones. Su debut con la camiseta nacional se produjo en 2003.
Salih Sadir formó parte del equipo olímpico que llegó a las semifinales en el Torneo masculino de fútbol en los Juegos Olímpicos de Atenas 2004, competición en la que disputó seis partidos y marcó dos goles (a Portugal y a Marruecos).
Participó en la Copa Asiática 2004; Salih Sadir ganó con su selección el torneo de 2007, donde disputó dos encuentros.

## Clubes
| Club                   | País   | Año         |
| ---------------------- | ------ | ----------- |
| Al-Najaf Football Club | Irak   | 1999 - 2003 |
| Al-Talaba              | Irak   | 2003 - 2004 |
| Zamalek Sporting Club  | Egipto | 2004 - 2005 |
| Al Ansar Beirut        | Líbano | 2005 - 2008 |
| Al Ahed                | Líbano | 2008 - 2009 |
| Rah Ahan F.C.          | Irán   | 2009        |
| Safa Beirut SC         | Líbano | 2010-2011   |
| Paykan FC              | Irán   | 2011        |
| Al-Najaf               | Irak   | 2011-2012   |
| Dohuk FC               | Irak   | 2012-2013   |
| Zakho FC               | Irak   | 2013-2014   |
| Al-Zawraa              | Irak   | 2014        |
| Dohuk FC               | Irak   | 2014-2015   |
| Al-Talaba SC           | Irak   | 2015        |
| Naft Al-Wasat SC       | Irak   | 2015-2017   |
| Al-Minaa               | Irak   | 2017-2018   |
| Al-Quwa Al-Jawiya      | Irak   | 2018        |
| Naft Al-Wasat SC       | Irak   | 2018-2019   |
| Al-Najaf               | Irak   | 2019-2020   |

## Títulos
- 2 Ligas de Líbano (Al Ansar Beirut, 2006 y 2007)
- 3 Copas de Líbano (Al Ansar Beirut, 2006 y 2007; Al Ahed, 2009)
- 1 Copa Asiática (Selección iraquí, 2007)